# 日本大学相撲部
日本大学相撲部（にほんだいがくすもうぶ）は日本大学の学生で構成される相撲チーム。
全国学生相撲選手権大会で歴代最多30回の優勝を誇る。

## 概要
出身大学別で最多のアマチュア横綱がOBにおり、角界で活躍している力士が多数存在する。
- アマチュア相撲界の強豪。卒業生の一部は大相撲入りも果たしている。
- まわし（ユニホーム）の色は、伝統の黒色に緋色（スクールカラー）の文字、「日大」（にちだい）である。
- 大学出身者の幕内力士の人数が日体大に抜かれた時期もあったが、昨今幕内力士の数がまた増えつつある。
- 関取昇進を果たした際には記念として校章入りの化粧まわし、明荷、祝い金が贈呈される[1]。ロゴマークである「エヌ・ドット」が制定された2007年に十両昇進した市原に対してのみ、校章の代わりに同マークがデザインされた化粧まわしが贈られた[2]。
- 道場・寮は、杉並区阿佐ヶ谷（旧花籠部屋）にある。かつては花籠部屋と共同で稽古を行い、卒業後に花籠部屋に入門する例が多かったが、花籠部屋の閉鎖後は特定の相撲部屋と結び付くことはなく、一門を問わず広く出稽古に出たり卒業後の進路に選んでいる。

## 出身者

### 大相撲力士

#### 横綱
- 輪島大士 - 昭和45年卒　平成30年死亡　70歳没

#### 大関
- 琴光喜啓司 - 平成11年卒　平成22年解雇

#### 関脇
- 荒勢永英 - 昭和47年卒　平成20年死亡　59歳没
- 出羽の花義貴 - 昭和49年卒　15代出来山
- 栃司哲史 - 昭和56年卒　16代入間川
- 追風海直飛人 - 平成10年卒　元青森県議会議員（3期）、元青森県板柳町議会議員（1期）

#### 小結
- 両国梶之助 - 昭和60年卒　13代境川
- 智ノ花伸哉 - 昭和62年卒　18代玉垣
- 大翔鳳昌巳 - 平成2年卒　平成11年死亡　32歳没
- 舞の海秀平 - 平成2年卒　NHK大相撲専属解説者、境川部屋師範代
- 濱ノ嶋啓志 - 平成4年卒　17代尾上
- 海鵬涼至 - 平成8年卒　12代谷川、平成23年解雇。現在、コーチ
- 高見盛精彦 - 平成11年卒　14代東関
- 普天王水 - 平成15年卒　13代稲川
- 豊真将紀行 - 平成16年中退[3]　21代錣山
- 常幸龍貴之 - 平成23年卒
- 遠藤聖大 - 平成25年卒（現役）
- 翔猿正也 - 平成27年卒（現役）

#### 前頭
- 大ノ海敬士 - 昭和50年卒
- 久島海啓太 - 昭和63年卒　14代田子ノ浦　平成24年死亡　46歳没
- 大翔山直樹 - 平成元年卒　11代追手風
- 肥後ノ海直哉 - 平成4年卒　11代木瀬
- 大日ノ出崇揚 - 平成4年卒
- 皇司信秀 - 平成5年卒　15代若藤
- 燁司大 - 平成8年卒　令和7年死亡　51歳没
- 濱錦竜郎 - 平成11年卒　21代春日山
- 里山浩作 - 平成16年卒　22代千賀ノ浦
- 境澤賢一 - 平成18年卒
- 市原孝行 - 平成19年卒
- 山本山龍太 - 平成19年卒
- 天鎧鵬貴由輝 - 平成19年卒　22代北陣
- 明瀬山光彦 - 平成20年卒　17代井筒
- 大喜鵬将大 - 平成24年卒
- 英乃海拓也 - 平成24年卒（現役）
- 石浦鹿介 - 平成24年卒　23代間垣
- 大翔丸翔伍 - 平成26年卒（現役）
- 剣翔桃太郎 - 平成26年卒（現役）
- 大奄美元規 - 平成27年卒（現役）
- 美ノ海義久 - 平成28年卒（現役）
- 水戸龍聖之 - 平成29年卒（現役）
- 金峰山晴樹 - 令和3年卒（現役）
- 尊富士弥輝也 - 令和4年卒（現役）
- 草野直哉 - 令和6年卒（現役）

#### 十両
- 花嵐一美 - 昭和55年卒
- 花ノ藤昭三 - 昭和56年卒
- 大倭東洋 - 平成5年卒　平成27年死亡　44歳没
- 北勝光康仁 - 平成7年卒
- 増健亘志 - 平成8年卒
- 出羽平真一 - 平成9年卒
- 北勝岩治 - 平成9年卒
- 大翔大豪志 - 平成10年卒　追手風部屋マネージャー
- 白乃波寿洋 - 平成16年卒
- 大翔湖友樹 - 平成19年卒
- 希善龍貴司 - 平成20年卒
- 紫雷匠 - 平成26年卒（現役）
- 對馬洋勝満 - 平成28年卒（現役）
- 木﨑海伸之助 - 平成30年卒
- 日翔志英忠 - 令和2年卒（現役）
- 川副圭太 - 令和4年卒（現役）

#### 幕下以下
- 横山正博 - 昭和42年卒
- 琴花田安 - 昭和54年卒
- 淵田成章 - 昭和62年卒
- 秋本久雄 - 昭和62年中退[4]
- 成松勇起夫 - 平成6年卒　熊本県八代市議会議員（5期）
- 北勝森文仁 - 平成6年卒
- 玉ノ華重二郎 - 平成6年卒
- 大翔馬和侍 - 平成13年卒
- 青海龍正明 - 平成13年卒
- 成田純哉 - 平成13年卒
- 薩摩力一真 - 平成16年卒
- 前田勝 - 平成17年卒　令和2年死亡　38歳没
- 下田圭将 - 平成18年卒
- 禧集院昭広 - 平成20年卒
- 薩摩翔八戒 - 令和4年卒（現役）
- 大谷真惟 - 令和4年卒
- 琴泰広一顯 - 令和4年中退（現役）
- 春山万太郎 - 令和5年卒（現役）
- 城間瑠正 - 令和5年卒（現役）
- 伊波興輝 - 令和5年卒（現役）
- 大皇翔大陽 - 令和6年卒（現役）
- 清水海光星 - 令和6年卒（現役）
- 一意虎風 - 令和6年卒（現役）
- 花岡真生 - 令和7年卒（現役）
- 竜翔裕康 - 令和7年卒（現役）

### 大相撲入りしなかった著名人
- 田中英壽 - 昭和44年卒（日本大学相撲部元監督・学校法人日本大学前理事長） 令和6年死亡　77歳没
- 石浦外喜義 - 昭和58年卒（鳥取城北高等学校相撲部前監督・現同校校長、相撲部総監督）
- 網谷勇志 - 平成27年卒（実業家、YouTuber、俳優、相撲アメリカ代表コーチ）
- 石田有輝 - 令和3年卒（プロレスラー）